# Funny People

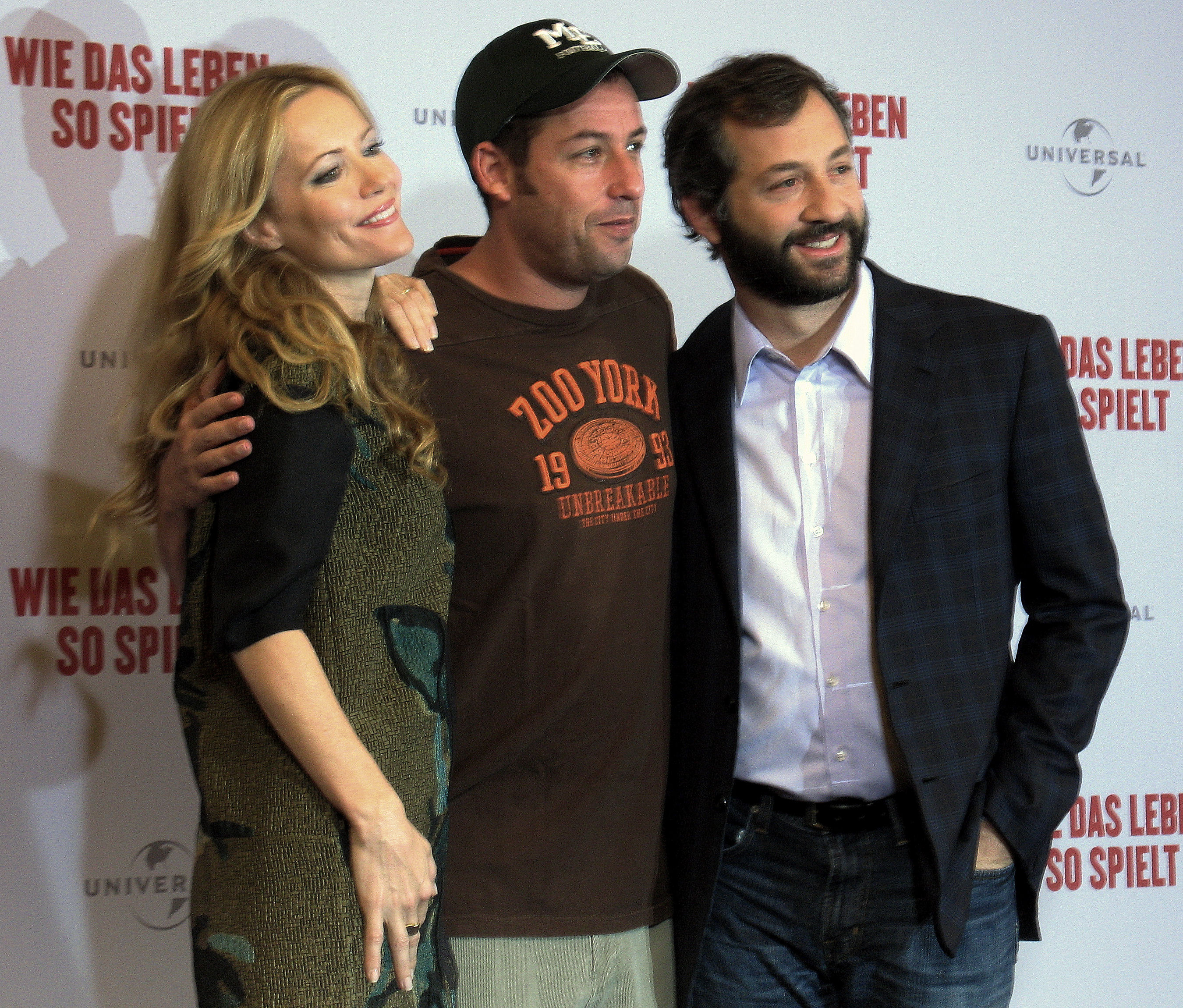
Hoofdrolspelers Leslie Mann en Adam Sandler samen met regisseur Judd Apatow tijdens een persconferentie over Funny People in Berlijn, 2009

Funny People is een Amerikaanse film uit 2009. De film werd geschreven, geproduceerd en geregisseerd door Judd Apatow; de hoofdrollen worden gespeeld door Adam Sandler, Seth Rogen en Leslie Mann.

## Verhaal
De succesvolle maar zelfingenomen en arrogante komiek en filmacteur George Simmons (Adam Sandler) wordt gediagnosticeerd met acute myeloïde leukemie. Hij besluit weer stand-upcomedy te gaan maken in kleine zaaltjes en vraagt zijn onbekende collega Ira Wright (Seth Rogen) om grappen voor hem te schrijven. Ook zoekt hij zijn ex-verloofde Laura (Leslie Mann) op om haar zijn excuses aan te bieden voor het vreemdgaan tijdens hun relatie.

## Rolverdeling
| Acteur            | Personage           | Opmerkingen                                                                   |
| ----------------- | ------------------- | ----------------------------------------------------------------------------- |
| Adam Sandler      | George Simmons      | hoofdpersoon                                                                  |
| Seth Rogen        | Ira Wright          |                                                                               |
| Leslie Mann       | Laura               |                                                                               |
| Jonah Hill        | Leo Koenig          |                                                                               |
| Aubrey Plaza      | Daisy Danby         |                                                                               |
| Jason Schwartzman | Mark Taylor Jackson |                                                                               |
| Eric Bana         | Clarke              |                                                                               |
| RZA               | Chuck               |                                                                               |
| Maude Apatow      | Mable               | ook in het echt de dochter van actrice Leslie Mann (en regisseur Judd Apatow) |
| Iris Apatow       | Ingrid              | ook in het echt de dochter van actrice Leslie Mann (en regisseur Judd Apatow) |
| Aziz Ansari       | Randy Springs       |                                                                               |
| Torsten Voges     | Dr. Lars            |                                                                               |
| Allan Wasserman   | Dr. Stevens         |                                                                               |
| Steve Bannos      | Deli Manager        |                                                                               |
| Eminem            | zichzelf            |                                                                               |